# Kettenbrücke (Mülheim an der Ruhr)
Die Kettenbrücke in Mülheim an der Ruhr war eine der ersten Kettenbrücken in Eisenbauweise in Deutschland. Sie wurde in den Jahren 1842 bis 1844 errichtet. Der bis dahin bestehende Fährbetrieb über die Ruhr war dem wachsenden Verkehrsaufkommen nicht mehr gewachsen. Er verlor nach Fertigstellung der Brücke seine Bedeutung und wurde eingestellt. Dem Bau der Brücke gingen langwierige Planungen über den verkehrsgünstigsten Standort und Verhandlungen über die Finanzierung voraus. Schließlich übernahm der preußische Staat die Baukosten in Höhe von 79.000 Talern. Die Brücke hatte drei Öffnungen mit Spannweiten von 90 + 300 + 90 Fuß, also etwas über 27 + 90 + 27 m. Die Brückenpfeiler bestanden aus Bruchsteinen, ihre Köpfe waren mit Sandstein verkleidet. Die Pylone waren aus Gusseisen gefertigt.
Die Kettenbrücke wurde schnell zum Wahrzeichen der Stadt. Mehrfach wurde die Brückenkonstruktion verstärkt und hölzerne Teile gegen Stahlträger ausgetauscht. Aufgrund ihrer geringen Breite war sie aber zu Beginn des 20. Jahrhunderts den Belastungen nicht mehr gewachsen und wurde 1909 durch einen massiven Neubau in Klinkerkonstruktion mit Verkleidung aus Ruhrsandstein ersetzt.